# Bosisio Parini

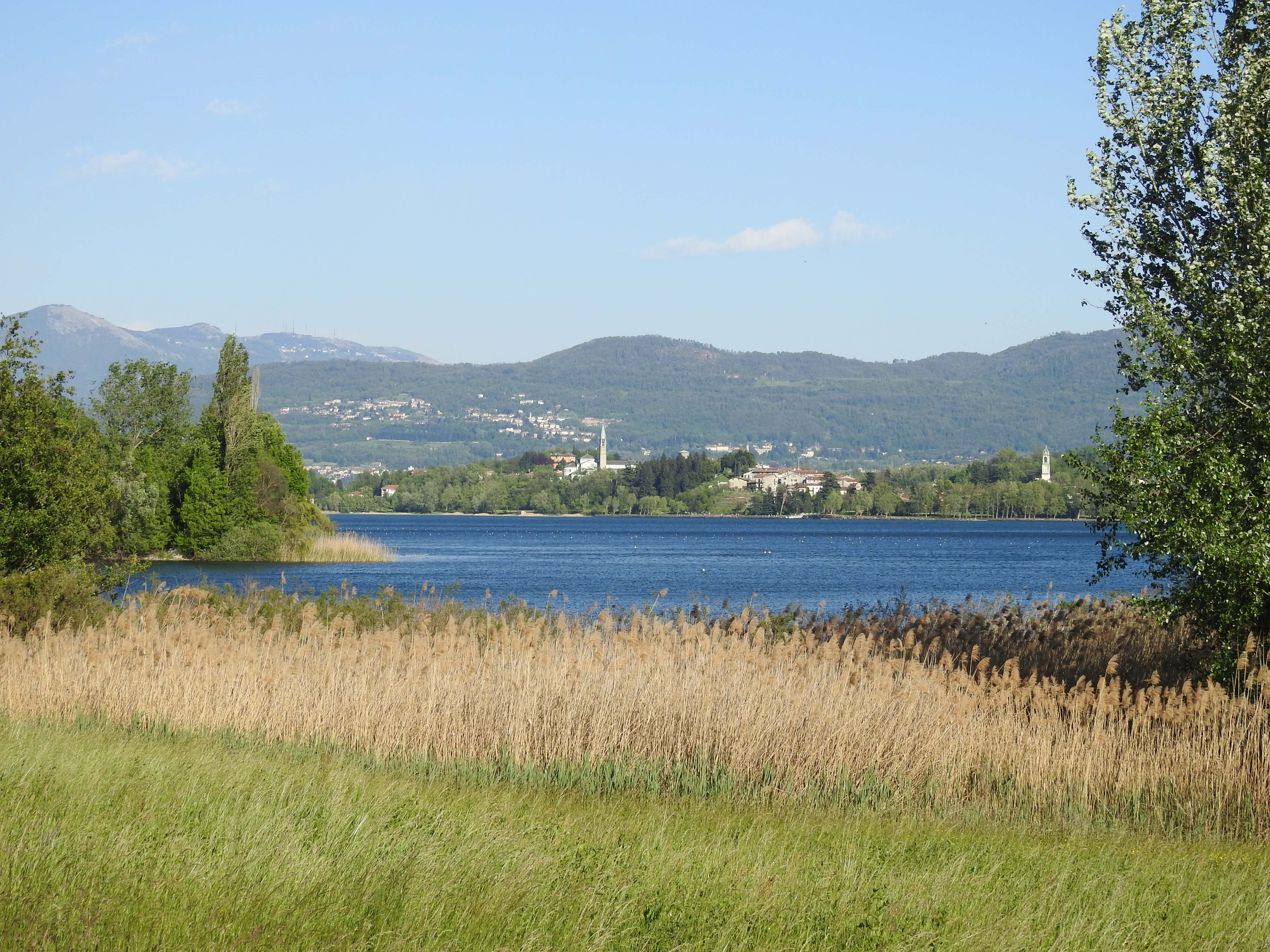
Bosisio Parini mit Lago di Pusiano von Nordwesten

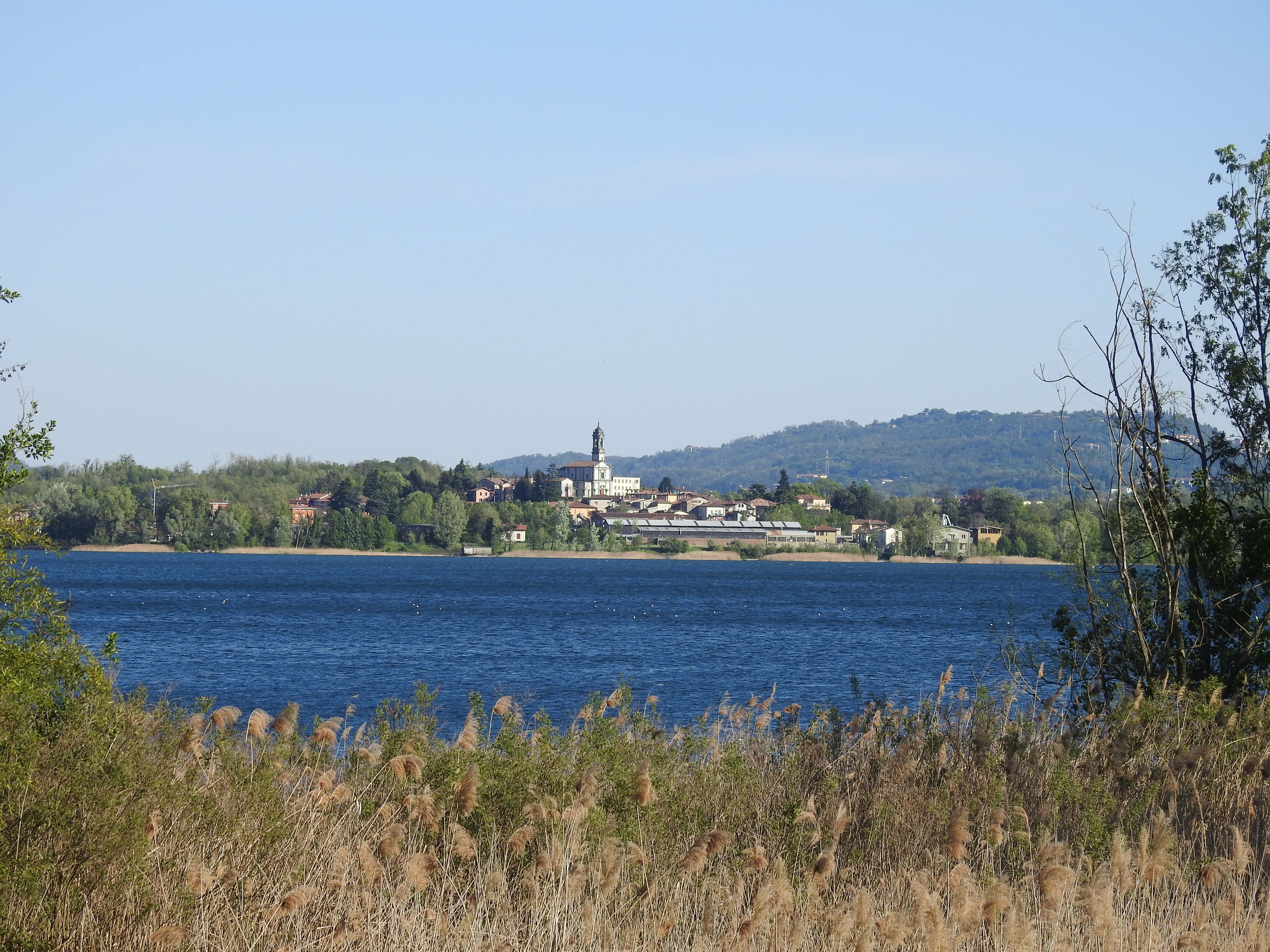
Garbagnate Rota am Lago di Pusiano

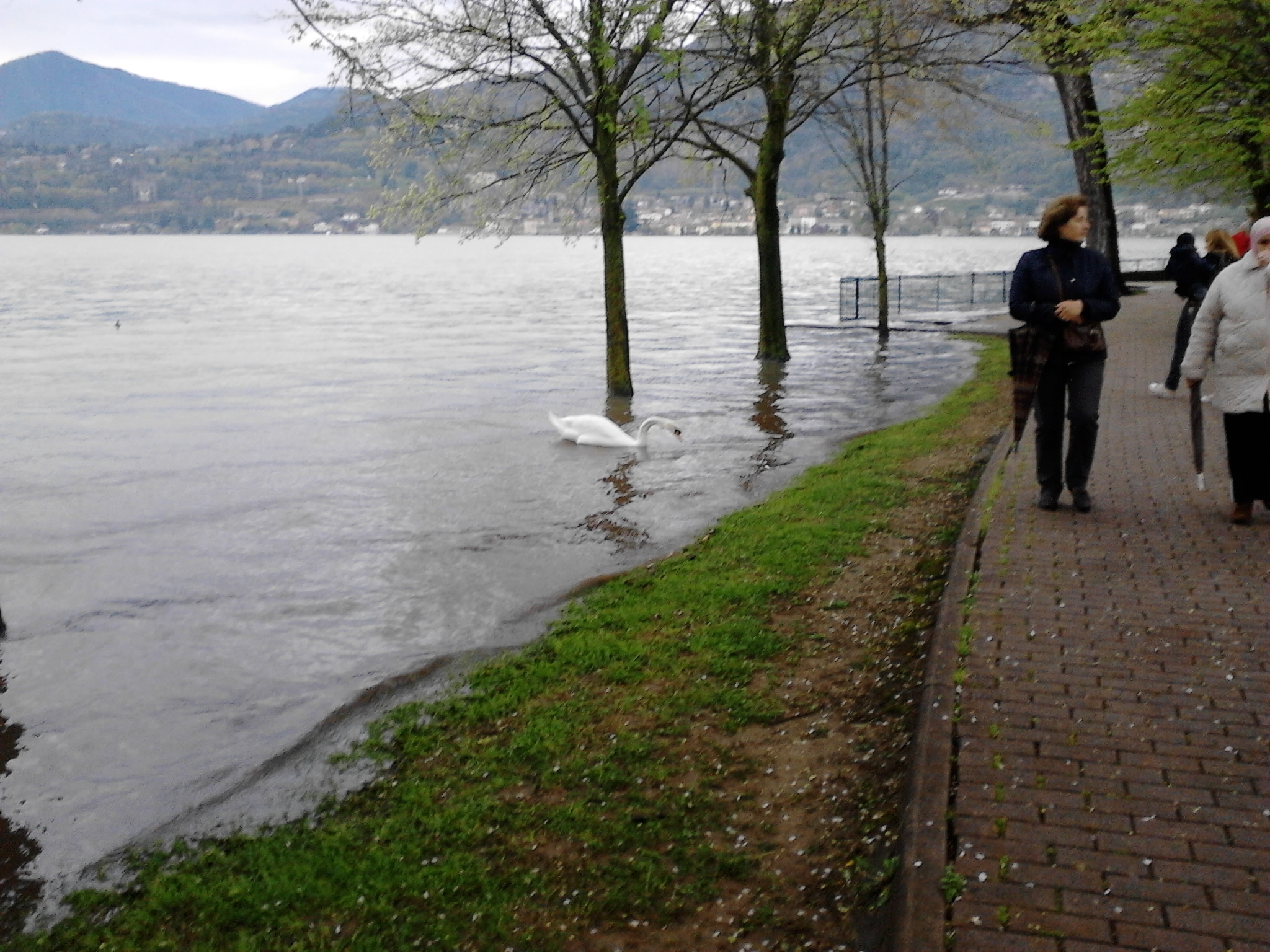
Seepromenade Gianni Brera

Bosisio Parini ist eine Gemeinde mit 3251 Einwohnern (Stand 31. Dezember 2023) in der Provinz Lecco, Region Lombardei.

## Geographie
Die Gemeinde umfasst die Fraktion Garbagnate Rota. Die Nachbargemeinden sind Annone di Brianza, Cesana Brianza, Eupilio (CO), Molteno und Rogeno. Im Jahr 1971 hatte die Gemeinde Bosisio Parini eine Fläche von 582 Hektar.

## Geschichte
Obwohl der Ort lange Zeit zur Provinz Como gehört hat, ist es mittlerweile in die Provinz Lecco eingeordnet. Ursprünglich hieß der Ort nur Bosisio, später fügte man "Parini" hinzu zu Ehren des dort geborenen italienischen Lyrikers Giuseppe Parini. 

## Sehenswürdigkeiten
- Pfarrkirche Sant’Anna (17. Jahrhundert)[2]
- Kirche Sant’Ambrogio[3]
- Pfarrkirche San Giuseppe[4]
- Oratorium San Gaetano[5]
- Betkapelle Mort di Doss (17. Jahrhundert)[6]
- Altes Wohnhaus Giuseppe Parinis (18. Jahrhundert)[7]

## Söhne & Töchter der Stadt
- Giuseppe Parini (1729–1799), italienischer Lyriker und Satiriker.